# Gnophos canariensis
Gnophos canariensis är en fjärilsart som beskrevs av Hans Rebel 1911. Gnophos canariensis ingår i släktet Gnophos och familjen mätare. Inga underarter finns listade i Catalogue of Life.